# Allenwood (Nova Jérsei)
Allenwood é uma Região censo-designada localizada no estado americano de Nova Jérsei, no Condado de Monmouth.

## Demografia
Segundo o censo americano de 2000, a sua população era de 935 habitantes.

## Geografia
De acordo com o United States Census Bureau tem uma área de 
4,8 km², dos quais 4,7 km² cobertos por terra e 0,1 km² cobertos por água.

## Localidades na vizinhança
O diagrama seguinte representa as localidades num raio de 8 km ao redor de Allenwood. 